# Malta op de Olympische Zomerspelen 1928
Malta debuteerde op de Olympische Spelen tijdens de Olympische Zomerspelen 1928 in Amsterdam, Nederland. Er werden geen medailles gewonnen.

## Deelnemers en resultaten

### Waterpolo
| Olympiër | Discipline | Resultaat | Prestatie                                                           |
| --- | ---------- | --------- | ------------------------------------------------------------------- |
| Harry Bonavia Meme Busietta Victor Busietta Louis Darmanin Edward Magri Francisco Nappa Victor Pace Turu Rizzo Roger Vella | mannen     | 5e        | 1ste ronde: W van Luxemburg: 3-1 kwartfinale: V van Frankrijk: 0-16 |

Argentinië · Australië · België · Brits-Indië · Bulgarije · Canada · Chili · Cuba · Denemarken · Duitsland · Egypte · Estland · Filipijnen · Finland · Frankrijk · Griekenland · Groot-Brittannië · Haïti · Hongarije · Ierland · Italië · Japan · Joegoslavië · Letland · Litouwen · Luxemburg · Malta · Mexico · Monaco · Nederland · Nieuw-Zeeland · Noorwegen · Oostenrijk · Panama · Polen · Portugal · Roemenië · Spanje · Tsjecho-Slowakije · Turkije · Uruguay · Verenigde Staten · Zuid-Afrika · Zuid-Rhodesië · Zweden · Zwitserland